# Cinco Chañares
Cinco Chañares es un paraje del departamento San Antonio, en la provincia de Río Negro, Argentina. El origen de esta localidad está dado por la estación de ferrocarril del mismo nombre. Está ubicada en la posición geográfica 40°43′36″S 65°14′41″O / -40.72667, -65.24472.